# Ribadedeva
Ribadedeva ist eine Gemeinde in der autonomen Region Asturien, im Norden Spaniens. Im Norden begrenzt vom Kantabrischen Meer, im Süden von Peñamellera Baja, im Westen von Llanes und im Osten von Kantabrien.

## Geschichte

### Urzeit

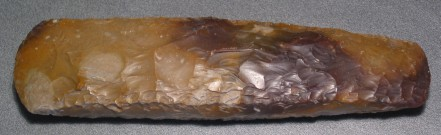
Feuersteinaxt ähnlich der Funde

Bereits aus der Steinzeit wurde eine Besiedelung der Region nachgewiesen. In der Höhle von Tinamayor (cueva de Tinamayor) sowie in der nahegelegenen Höhle von Pindal wurden Werkzeuge und Felszeichnungen (u. a. Bison, Mammut, Hirsche) entdeckt.
Funde aus dem
Epipaläolithikum bestätigen die anhaltende Besiedelung Asturiens. So wurden in der Gegend der Weiler Covariellas, Tina und Tronía eine Begräbnisstätte sowie Reste einer Mühle gefunden. Aus der Jungsteinzeit sind nur wenige Funde (z. B. die Steinaxt von Covacho del Cazarru) erhalten.

### Mittelalter
Unter der Verwaltung des nahegelegenen Llanes sind lediglich einige Scharmützel mit den Mauren in der Region bekannt. Die erste urkundliche Erwähnung stammt aus den Kirchenbüchern von San Salvador de Celorio im Jahr 1157, eine weitere aus dem Jahr 1169 in den Unterlagen der Verwaltung von Aguilar.
Unter der Regentschaft von König Alfons XI. erhielt Ribadedeva 1376 das Stadtrecht.

### Neuzeit bis Gegenwart
1749 erhielt Ribadedeva vier weitere Orte an der Küste hinzu und war damit groß genug für einen Sitz im Parlament von Kantabrien, den der Ort von 1778 bis 1815 innehatte. 1833–1834 fiel der Ort endgültig an Asturien. Das 19. Jahrhundert ist geprägt durch die große Auswanderungswelle nach Amerika, was im Gegenzug die Gemeinden sehr wohlhabend machte, weil die Ländereien der Auswanderer an die Gemeinden fielen.
Anfang des 20. Jahrhunderts wurden die Bahnlinien Asturiens und Kantabriens vereint sowie das Straßen- und Wegenetz zusammengeführt. Während des Bürgerkrieges war die Region durch ihre Freiheitskämpfer bei den Regierungstruppen sehr gefürchtet. 1948 fielen Corsino und Eduardo Castiello (regionale Freiheitshelden) am Strand von La Franca in einen tödlichen Hinterhalt.

## Wirtschaft
Die Land- und Fischwirtschaft belegt mit 45,5 Prozent Anteil nach wie vor den größten Anteil der regionalen Wirtschaft. Das Baugewerbe ist mit 17,08 Prozent der zweitgrößte Arbeitgeber. Die restlichen Anteile sind in der Verwaltung sowie in Handel und (steigend) in der Tourismusindustrie zu finden.
| TOTAL | 671 | 100   |
| Ackerbau, Viehzucht und Fischerei                                                                                    | 136 | 20,27 |
| Industrie | 29  | 4,32  |
| Bauwirtschaft | 117 | 17,44 |
| Dienstleistungsbetriebe                                                                                              | 389 | 57,97 |
| * Daten aus dem Statistischen Amt für Wirtschaftliche Entwicklung in Asturien, Stand 2009 (PDF-Datei; 110 kB), SADEI |     |       |

## Geologie

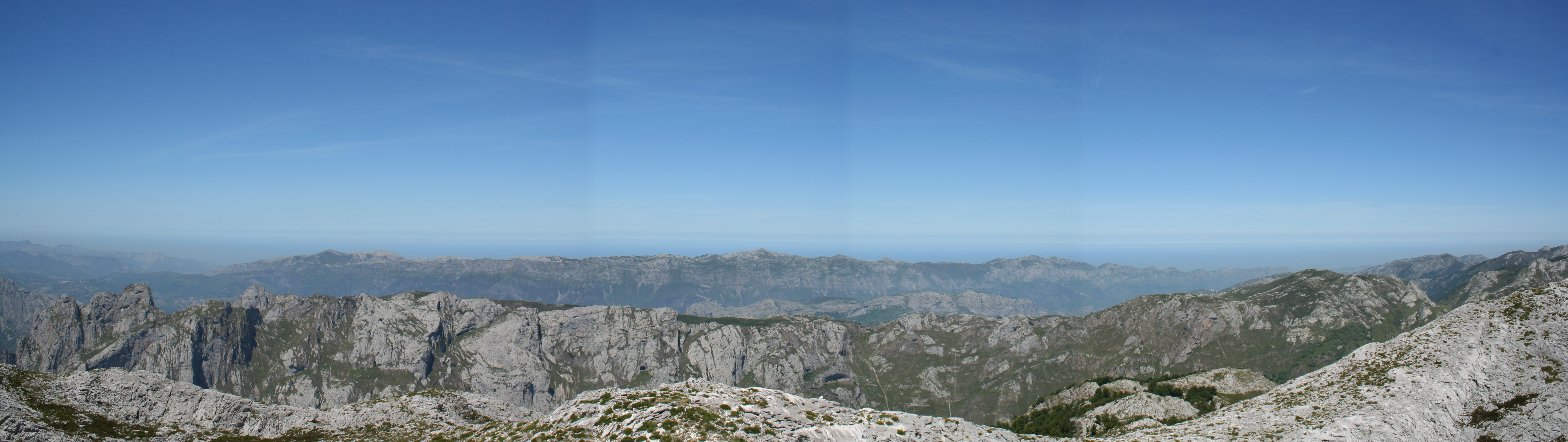
Panorama der Region

Geologisch besteht die Region zu großen Teilen aus Sandstein und Kalkstein aus dem Mesozoikum. An Bodenschätzen gibt es unter anderem reiche Vorkommen an Eisen, Mangan, Quarz, Blei und Zink.

## Politik
Die 9 Sitze des Gemeinderates werden alle 4 Jahre gewählt und sind wie folgt unterteilt:
| Historische Entwicklung im Gemeinderat von Ribadedeva | Historische Entwicklung im Gemeinderat von Ribadedeva | Historische Entwicklung im Gemeinderat von Ribadedeva | Historische Entwicklung im Gemeinderat von Ribadedeva | Historische Entwicklung im Gemeinderat von Ribadedeva | Historische Entwicklung im Gemeinderat von Ribadedeva | Historische Entwicklung im Gemeinderat von Ribadedeva | Historische Entwicklung im Gemeinderat von Ribadedeva | Historische Entwicklung im Gemeinderat von Ribadedeva | Historische Entwicklung im Gemeinderat von Ribadedeva | Historische Entwicklung im Gemeinderat von Ribadedeva |
| Partei                                                | 1979                                                  | 1983                                                  | 1987                                                  | 1991                                                  | 1995                                                  | 1999                                                  | 2003                                                  | 2007                                                  | 2011                                                  | 2015                                                  |
| ----------------------------------------------------- | ----------------------------------------------------- | ----------------------------------------------------- | ----------------------------------------------------- | ----------------------------------------------------- | ----------------------------------------------------- | ----------------------------------------------------- | ----------------------------------------------------- | ----------------------------------------------------- | ----------------------------------------------------- | ----------------------------------------------------- |
| PSOE                                                  | 4                                                     | 4                                                     | 3                                                     | 6                                                     | 7                                                     | 6                                                     | 6                                                     | 7                                                     | 5                                                     | 7                                                     |
| CD / AP / PP                                          |                                                       | 1                                                     | 1                                                     | 1                                                     | 2                                                     | 3                                                     | 3                                                     | 2                                                     | 2                                                     |                                                       |
| FAC                                                   |                                                       |                                                       |                                                       |                                                       |                                                       |                                                       |                                                       |                                                       | 2                                                     | 2                                                     |
| UCD / CDS                                             | 5                                                     |                                                       |                                                       | 4                                                     |                                                       |                                                       |                                                       |                                                       |                                                       |                                                       |
| GIR                                                   |                                                       |                                                       | 7                                                     |                                                       | 2                                                     |                                                       |                                                       |                                                       |                                                       |                                                       |
| Parteilose                                            |                                                       | 6                                                     |                                                       |                                                       |                                                       |                                                       |                                                       |                                                       |                                                       |                                                       |
| Total                                                 | 9                                                     | 11                                                    | 11                                                    | 11                                                    | 11                                                    | 9                                                     | 9                                                     | 9                                                     | 9                                                     | 9                                                     |

## Sehenswürdigkeiten

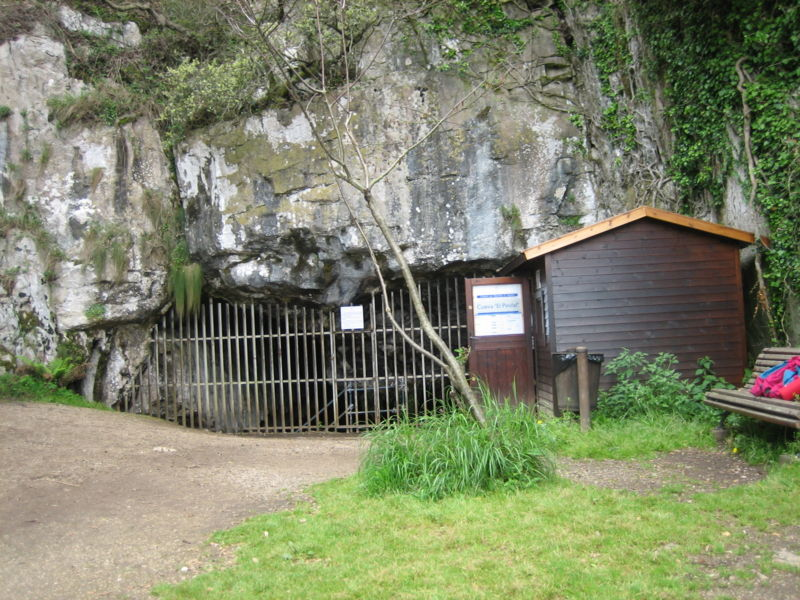
Eingang zur Höhle von Pindal

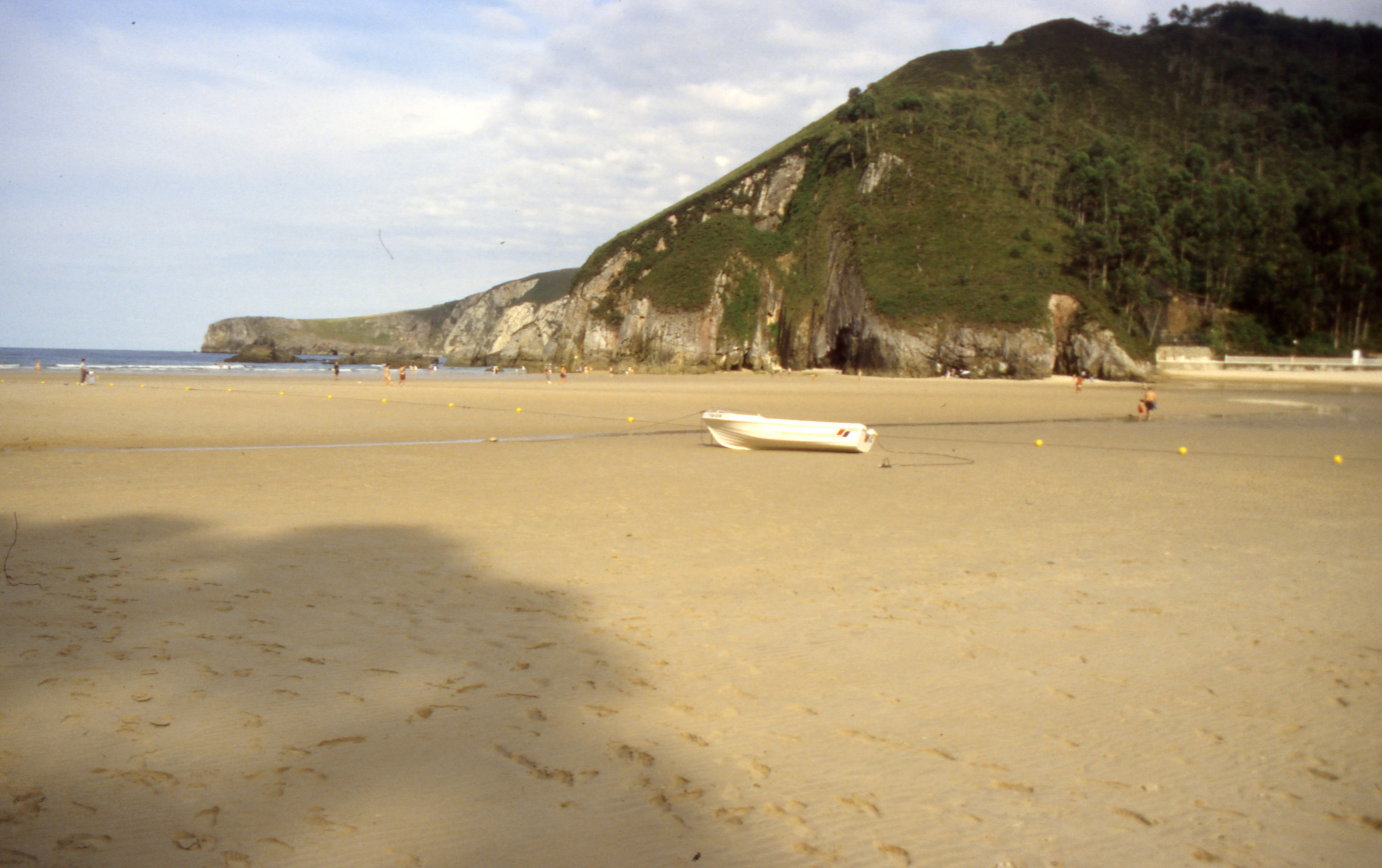
Strand bei Ribadedeva

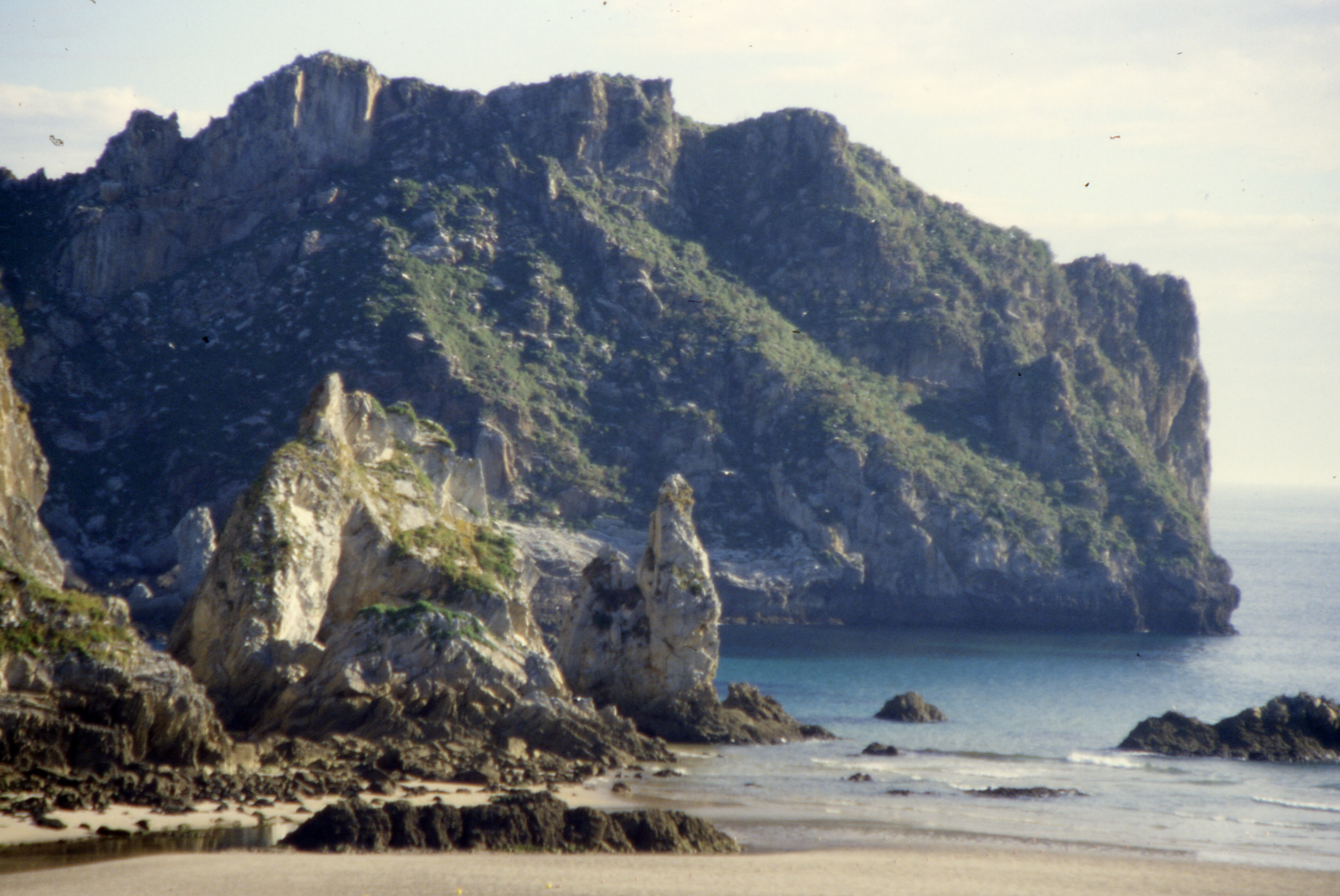
Felsformation bei Ribadedeva

- Höhlen mit prähistorischen Felszeichnungen
  - Cueva del Pindal (Höhle von Pindal) in Pimiango
  - Cuevas de Mazaculos I und II in La Franca
  - Cueva del Espinoso in La Franca
- Kirchen (Iglesia), Klöster (Monasterio) und Kapellen (Capillas)
  - Iglesia de Santa María in Colombres – aus dem 19. Jahrhundert
  - Iglesia de Santa María de Tina in Pimiango – aus dem 11. Jahrhundert, malerisch gelegene Ruine nahe den Höhlen von Pindal
  - Ermita (Einsiedelei) de San Emeterio in Pimiango aus dem 13. Jahrhundert
  - Cementerio (Friedhof) de Colombres in EL Peral
- Paläste und Landhäuser
  - Quinta Guadalupe in Colombres – 1905, sehr schönes Beispiel des spanischen Jugendstil
  - Ayuntamiento (Rathaus) von Ribadedeva in Colombres aus dem Jahr 1901
  - Torre (Burg)de Noriega in Noriega – aus dem 13. Jahrhundert

## Feste und Feiern
- Fest des San Emeterio in Pimiango im März.
- Fest der El Carmen in Bustio im Juli.
- Stadtfest Las Nieves in El Peral am 5. August.
- im August großes Folklorefestival in Colombres.

## Parroquias
Die Gemeinde ist in drei Parroquias unterteilt:
- Colombres
- Noriega
- Villanueva